# Horezu, Gorj
Horezu este un sat în comuna Turcinești din județul Gorj, Oltenia, România.

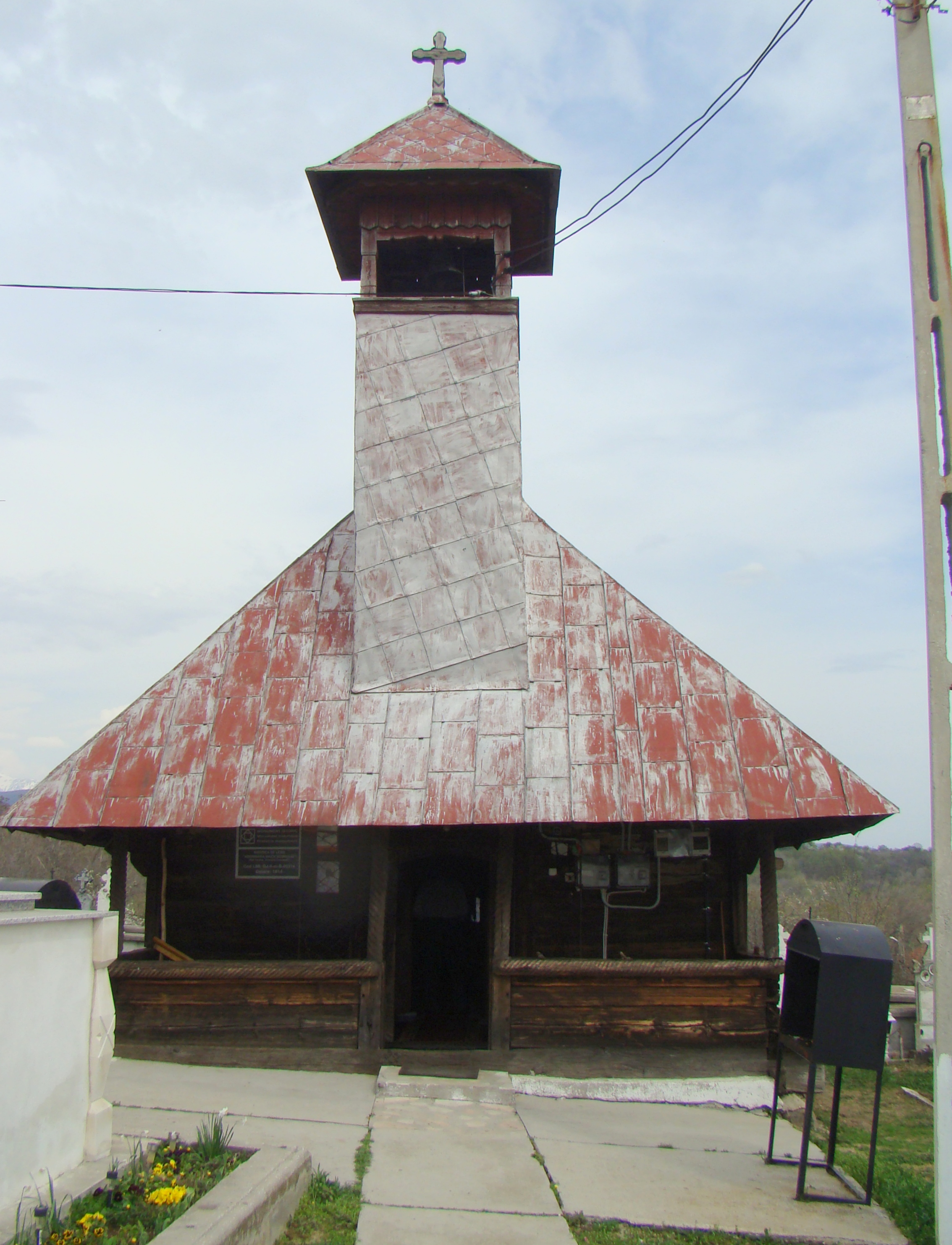
Biserica de lemn „Adormirea Maicii Domnului” din satul Horezu (monument istoric)

## Vezi și
- Biserica de lemn din Horezu, Gorj

Satul Horezu este plasat la nord-vest de Turcinești și Cartiu, fiind așezat pe dealuri separate între ele și formând mai multe ulițe: Brătoi, Văleni, Gruiul Lung, Gruiul Scurt, Strâmba și Padina.
Pentru prima oară, deocamdată, este amintit în 1620 de Gavril Voievod Movilă, care îi întărește lui Dumitru din Hurez: „stăpânire peste mai multe părți de moșie de cumpărătură, o siliște de casă în Hurez și o livadă cumpărată de la Voicul, un loc în deal la vie și o jumătate de siliște cumpărată de la Vâlcan și încă un loc de la Vâlcan din Hurezi la Negrota cu 20 aspri și o zeghe de cioareci și un loc de la Benga și când a murit Oprea din Hurezi a lăsat o vie lui Dumitru pentru că îi era dator 800 de aspri și s-a plătit cu acea vie în sat la Hurezi, de moștenire de la așezarea locului o arată martorii: Pătrașcu, Cornea, Lupu, Stoica, Danuț, Raduțea din Hurezi, Sbarcea, Danciu, Balboe din Rugi, din Lancari Cazleci și Ion, din Văleni-Vâlcu și Pilea. Și au dat adălmaș 15 vedre de vin…”
La 30 septembrie 1703 avem zapisul lui Pătru, acesta fiind fiul lui Dumitrașcu Dorotea din Găurești, prin care primul vinde lui „Anghel din Văleni partea sa de moșie”. Documentul a fost scris de Alexandru al lui Schileariu din Drăgoieni.
Un alt document din 13 august 1755 atestă faptul că un Staicu Renghea a făcut hotărnicirea muntelui Zănoga din județul Gorj între locuitorii moșneni din Schela și Porceni. Fostul mare pitar Răducan Brăiloiu și fostul mare pitar Radu Bengescu i-au împărțit pe locuitorii din Schela și Porceni, mărturisind pentru vechile hotare diaconul Gavril din Curpen, Ion Benga și Vasile Dijmărescu din Hurez … „având ca hotare: pe apa porcului în sus spre muntele până la obârșie înspre fântână și munții Hurezului și până la Prislop în sus, pe râul Prislopului în jos în botul Căpățânii, de aici pe Șușița în jos, pe hotarul Curpenului și de aici pe drum în sus, pe drumul ce l-au făcut nemții… și pe apa Hărăborului în jos până la fântâna Caleanilor și iasă în Gruiul Muierilor în apa ce se cheamă Cartu și apucă pe apa Cartului în jos în hotarul Hurezului.”
Satul Horezu apare în timp sub mai multe denumiri: Horez, Huresi, Hurez, Hurezi, Hurezu, Urez. Pentru prima oară ar fi atestat în 1620 (CDTR II 549), SRG 399. Apoi este amintit în 1631 (Iorga SD XII 219), 1661 (Ghibănescu SIVI 86). Sub denumirea de Hurezi îl întâlnim în documentul din 1668 (T 39/8), iar de Urezi în 1704 (Ghibănescu SIVI 143-5). Hotarul satului este amintit în 1786 (DL 13/27), document extrem de valoros, dar care se află în colecția Mănăstirea dintr-un lemn.
Din surse geografice satul este amintit sub denumirea de Huresul în 1722 (Schwantz)78, Uresul în 1778 (Bauer 214) și 1790 (Specht), Orezs în 1808 (Freihem), 1815 (Fotino), 1835 (PR) , Hurezu în 1853 (HR II), 1856 (Figely), 1892 (DGG), Horezul 1898 (MDG).
Trei documente am reușit să le găsim, unul din 17 septembrie 1765, al doilea din 24 februarie 1792 și al treilea din 24 februarie 1795.
Actul din 1765 atestă hărnicia făcută de către Ștefan Brăiloiu și Constantin Bălteanu a moșiei Sâmbotinului, către moșia Hurezului, a Porcenilor, a Jupâneștilor și a Hărăborului.
17 septembrie 1765 – Ștefan Brăiloiu și Costandin Bâlteanu hotărăsc moșia Sâmbotinului (Gorj), către moșia Hurezului, a Porcenilor, a Jupâneștilor și a Hărăborului.
Din porunca dumnealui Radului Brăiloiu biv vel pitar și dumnealui Radului Râioșan postelnic și a dumnealui Petre Rudăreanu postelnic, fiind rânduiți noi doi boieri ca să mergem la hotarul Sâmbotinului, unde avea pricină Hristea Cărtianu și Florea Negulescu și Vlăduțu Bercu ot Sâmbotin cu cetașii lor, cu Văchin Dijmărescu și Pătru Pătrășcoiu ot Hurez cu cetașii lor, pentru sămnele hotarelor din sus spre pădure; și deci mergând noi acolo în fața locului fiind amândouă părțile față, aducând și oameni bătrâni mărturii, de ne-au pe unde au pomenit semnele hotarălor și vechile stăpâniri, arătându-ne și pietrile hotarului din jos despre hotarul Poenarilor, în culmea dealului Surilor de piatra ce este hotar; de acolo culmea până în piatra din culmea dealului lângă via lui Cojniță; de acolo… până în piatra din Slemea trifoiului; de aici în Piatra Albă, unde au jurat trei oameni bătrâni ai Hurezului, anume… bătrân de ani 100, Ion Beuran de ani 80, Dumitru Eftimiu de ani 40, cum că aici este hotaru Sâmbotinului despre Hurez, de aici spre răsărit, drept în Curmătura cea Mare, de la deal de Gruiu Viei și drept în Valea cea Mare; de aciia peste mijlocul Lazului tot drept în deal în gura Colnicului Bătrân, ce este colțu hotarului Hurezului; de aci marginea pădurii în sus asupra muntelui, până în hotarul Hărăborului, aci unde au jurat trei oameni bătrâni ai Sâmbotinilor, anume Pătru Popeci ot Porceni, de ani 50, Constantin Poliță ot tam, tot de ani 50, Hiera Poliță de ani 40, cum că până aci este hotarul Sâmbotinilor despre Hurez și stăpânire veche; de aci pe lângă hotarul Hărăborului, spre răsărit Scoaba în vale în apa Viezuroiului în jos, până unde să împreună Sâmbotinelile, și tot apa în jos, până la Viezuină; de aci drept în deal în Curmătură, la copacii ce însemnați, despre hotarul Porcenilor și despre al Jupâneștilor; și pe culme în jos până în colnicu Jupâneștilor și tot culmea în jos până în hotarul Sâmbotinului și o moară ce este într-această moșie, care au fost la Hristi Cărtianu și au fost luat-o Văchin Dijmărescu de un an și trei luni fără judecată, care și la aceasta, după zapisă și carte de hotărnicie ce am văzut la mâna Hristi Cărtianu, fecior popii lui Iordache, și alte mărturii oameni bătrâni, care au scos de față numitu Hristea, am dat și noi această carte, ca să aibă a stăpâni mai sus numitu Hristea cu bună pace de către Văchin Dijmărescu și de către cetașii lui. Dar mai răspunsă Văchin cum că această moară ar fi plătit-o de morărit, cerându-și banii ca să i se întoarcă. Și la aceasta am găsit cu cale ca Hristea, feciorul popei lui Iordache, ce este mai sus numit, să-i întoarcă acesta banii cu dobânda lor, după cum va putea mărturisi că au luat și el de la neguțători acestui Văchin; și acest Văchin, iarăși după cum va primi cartea de blestem pentru venitu morii și al moșiei, încât au fost sub stăpânirea acestui Văchin, să-i împlinească lui Hristi mai sus numit, fiindcă fără nicio judecată au stăpânit moșia cu moara. Drept aceia și noi, după cum am găsit cu cale și cu dreptate, am întărit cu iscăliturile noastre, ca să aibă pace unii de cătră alții, și pricină între dânșii să nu mai fie.
Actul din 3 septembrie 1792 este datorat intervenției izpravnicilor din județ care trebuie să intervină la Episcopia Râmnicului. Motivul: acesta să facă o carte de blestem, cu ajutorul căreia să se afle adevărul în pricina Coiculeștilor din Hurez, cu Necula Moșilă, de loc din Schela. Modalitatea de a rezolva litigiul este ingenioasă, „carte de blestem”, știindu-se frica de Dumnezeu pe care o aveau oamenii pe atunci. Coiculeștii susțineau că aveau și ei pământ la hotarul Schelei, cei ai lui Nicolae Moșilă negau această afirmație. Transcriem, din nou, o parte a blestemului, care mie, cel puțin, mi se pare cumplită astăzi, nu mai vorbim de cei de atunci: „fierul, arama și pietrele să se topească și să putrezească, iar trupul aceluia, după moarte să rămâie întreg și neputred, parte și lăcaș să aibă la un loc cu Iuda și cu afurisitul de Arie, iar când va mărturisi adevărul, ertăciune va avea.”
Vom face o mică paranteză, pentru că de multe ori este utilizat numele lui Arie în sens negativ. În orașul Alexandra din Egipt, preotul Arie a ridicat o problemă care va conduce la grave dispute în sânul Bisericii. El afirma că dacă Fiul este născut din Tatăl, Tatăl existase dinaintea Fiului, deci acesta nu era homousios, consubstantial cu Tatăl. Considerată de ortodocși o erezie, este condamnată în iulie 325, în cadrul celebrului Sinod de la Nicea. Acesta stabilea: Christos este „Fiul lui Dumnezeu, născut, iar nu făcut, consubstanțial cu Tatăl”. De aceea persoana acestuia are conotații negative pentru ortodocși, fiind considerat eretic de către ortodocși și pus tot timpul alături de Iuda.
Administrativ face parte din comunele: Horezu 1861, 1865, 1873, 1887 (IN), Schela – 1908, 1912, 1926, 1932, 1950, 1952, 1965 și Turcinești 1943 (IN). În anul 1930 a fost inclusă în C. Bumbești-Jiu (1932) IN.
A figurat în plasele: Vulcan -1861, 1865, 1873, 1887 (IN), Ocolul Vulcan-1896, 1899 (IN).
A fost formată din satul Horezu 1861, 1865, 1887 (IN) și Arsurile, Horezu, Pajiștile 1895 (IN).